# Navayelnia
Navayelnia o Novoyelnia (bielorruso: Навае́льня; ruso: Новое́льня; polaco: Nowojelnia) es un asentamiento de tipo urbano de Bielorrusia, perteneciente al raión de Dziátlava de la provincia de Grodno.
En 2017 tenía una población de 2678 habitantes.
Se ubica unos diez kilómetros al este de la capital distrital Dziátlava, junto a la carretera P10 que lleva a Navahrúdak.

## Historia
Se conoce la existencia del pueblo en documentos desde el siglo XVI, cuando se llamaba simplemente "Yelnia" y formaba parte del powiat de Navahrúdak en el Gran Ducado de Lituania. En la partición de 1795 pasó a formar parte del Imperio ruso, que lo integró en el uyezd de Navahrúdak. Fue una pequeña localidad rural hasta 1884, cuando comenzó a desarrollarse como poblado ferroviario al abrirse aquí una estación del ferrocarril de  Vilna a Lúninets. En 1921 pasó a formar parte de la Segunda República Polaca, hasta que en 1939 se integró en la RSS de Bielorrusia, que en 1945 le dio estatus de asentamiento de tipo urbano.
En 1953 se abrió aquí una central hidroeléctrica, que cerró en 1972 por no ser rentable. Luego de sufrir una rotura de presa en 1993 que dejó el embalse casi vacío, en 1999 se decidió comenzar a reconstruir las instalaciones, que volvieron a producir energía desde 2002.